# Bijghir, Bacău
Bijghir este un sat în comuna Buhoci din județul Bacău, Moldova, România. La recensământul din 2002 avea o populație de 2.459 locuitori.